# Bolíkovický rybník (rybník Tkaný)
Bolíkovický rybník je rybník v okrese Třebíč. Katastrálně spadá pod vesnici Bolíkovice, část obce Babice.

## Živočichové
V rybníku a v okolí rybníka žijí:
- kachna divoká (Anas platyrhynchos)
- labuť velká (Cygnus olor)
- moták pochop (Circus aeruginosus)
- lyska černá (Fulica atra)
- rákosník proužkovaný (Acrocephalus schoenobaenus)
- cvrčilka zelená (Locustella naevia)
- pěnice pokřovní (Sylvia curruca)
- lejsek černohlavý (Ficedula hypoleuca)